# Luis Suárez Miramontes
Luis Suárez Miramontes (n. 2 mai 1935, A Coruña, Galicia, Spania – d. 9 iulie 2023, Milano, Italia) a fost un jucător și antrenor de fotbal. A jucat ca mijlocaș pentru Deportivo de La Coruña, CD España Industrial, CF Barcelona, Internazionale, Sampdoria și Spania.

## Premii

### Club
- CF Barcelona
  - La Liga: 1958-1959, 1959-1960
  - Copa del Generalísimo: 1957,1959
  - Fairs Cup: 1958,1960
- Internazionale
  - Serie A: 1962-63, 1964-65, 1965-66
  - European Cup: 1964, 1965
  - Intercontinental Cup: 1964, 1965

### Țară
- Spania
  - Campionatul European de Fotbal: 1964

### Individual
- Balonul de Aur: 1960
  - Balonul de Argint: 1961, 1964
  - Balonul de Bronz: 1965